# Waszkowo
Waszkowo (deutsch Waschke) ist eine Ortschaft mit einem Schulzenamt der Landgemeinde Poniec im Powiat Gostyński der Woiwodschaft Großpolen in Polen.

## Geschichte

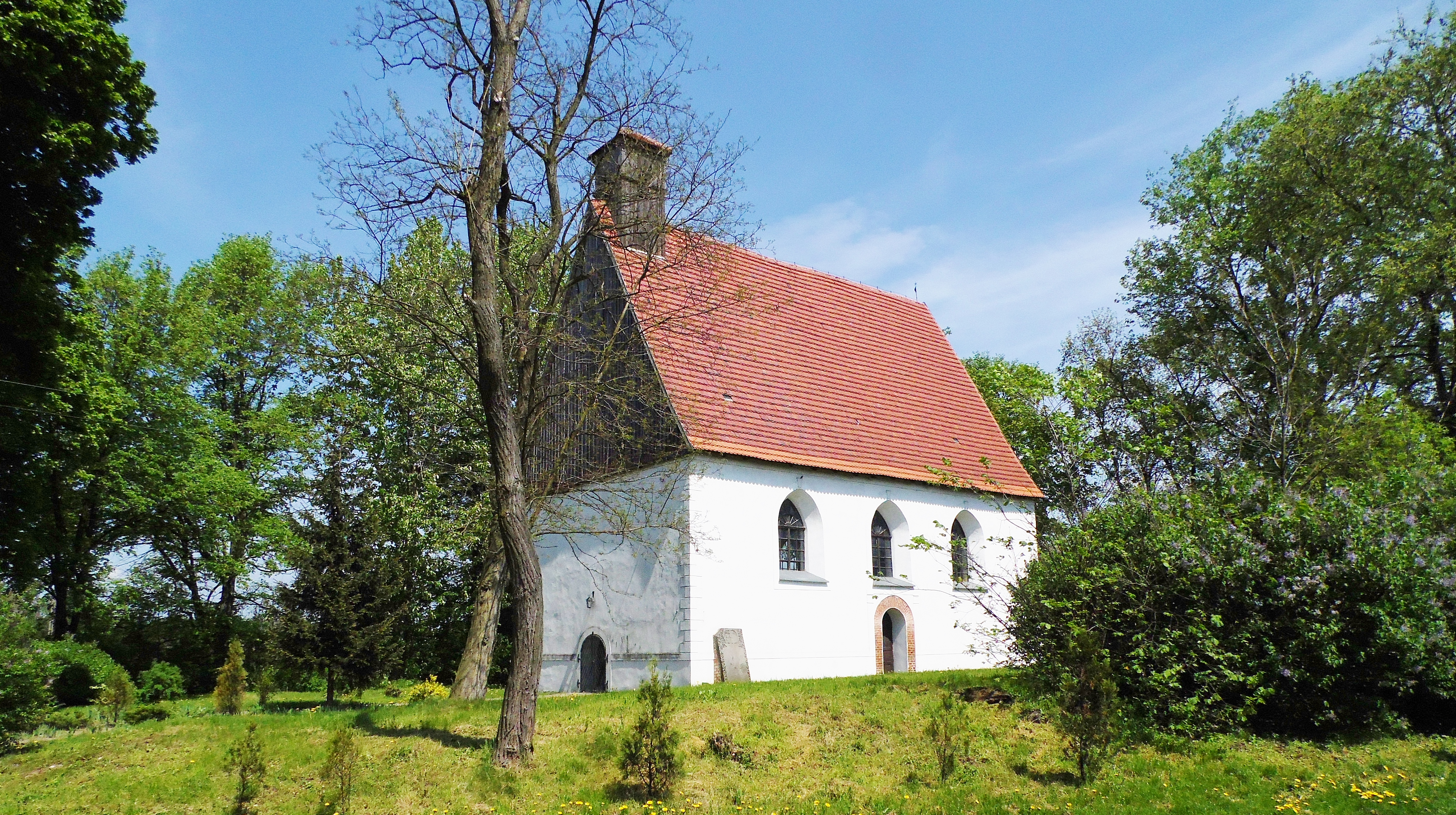
Ortskirche, ehemalig evangelisch

In der zweiten Hälfte des 16. Jahrhunderts siedelten sich Böhmische Brüder in der benachbarten, damals sprachlich deutsch-polnisch gemischten Stadt Poniec an und wurden vom Poniecer Besitzer mit der römisch-katholischen Kirche beschenkt. Sie wurden jedoch im Jahr 1606 aus der Stadt verwiesen und zogen nach Waszkowo um.
Die Brüder bauten zunächst eine Holzkirche, später eine gemauerte. Im Krieg gegen Schweden unter dem König Johann II. Kasimir wurde die Kirche zerstört. Die Protestanten flohen nach Schlesien, aber kamen danach zurück. 1678 entstand in Waszkowo eine parallele evangelisch-augsburgische Gemeinde, die gleiche Kirche mitbenutzend. Nachdem das Dorf zum Besitz der deutsch-evangelischen Familie Unruh gekommen war, waren die damals nur augsburgische Gottesdienste auf Polnisch und Deutsch gepredigt.
Bis zum Jahr 1793 gehörte der Ort zur Woiwodschaft Posen. Im Zuge der Zweiten Polnischen Teilung kam er 1793 an Preußen und zum Kreis Kröben. Im 19. Jahrhundert kam es zur weiteren sprachlichen Germanisierung der Nachkommen der Brüder. Die deutschsprachige Pfarrei wurde nach dem Muster von Leszno (Lissa) organisiert. Im frühen 20. Jahrhundert zählte sie noch meist böhmischstämmige 383 Mitglieder aus der Umgebung bis zu 20 Kilometer.
Nach dem Ende des Ersten Weltkriegs kam Waszkowo zu Polen, Woiwodschaft Posen. Im Jahr 1921 gab es in der Gemeinde Waszkowo im Powiat Rawicz 27 Häuser mit 126 Einwohnern, 104 hielten sich für deutscher und 22 für polnischer Nationalität, 103 waren evangelisch, 23 römisch-katholisch.
Die kalvinistische Pfarrgemeinde der Superintendentur Poznań II (der Böhmischen Brüder Großpolens) der Unierten Evangelischen Kirche in Polen zählte im Jahr 1937 52 Mitglieder.
Beim Überfall auf Polen 1939 wurde das Gebiet von den Deutschen besetzt und dem Landkreis Gostingen im Reichsgau Wartheland zugeordnet. Nach dem Krieg verließ der Rest der Protestanten den Ort. Die Kirche wurde römisch-katholisch.
Von 1975 bis 1998 gehörte Waszkowo zur Woiwodschaft Leszno.

## Persönlichkeiten
- Gerhard Fricke (1901–1980), deutscher Germanist, Literaturwissenschaftler und -historiker